# Apocalypse (album)
Apocalypse  je dvanaesti studijski album njemačkog power metal sastava Primal Fear. Album je objavljen 10. kolovoza 2018. godine, a objavila ga je diskografska kuća Frontiers Records.

## Popis pjesama
| 1.    | »Apocalypse« (instrumental) | 1:44 |
| 2.    | »New Rise«                  | 4:13 |
| 3.    | »The Ritual«                | 4:05 |
| 4.    | »King of Madness«           | 4:25 |
| 5.    | »Blood, Sweat & Fear«       | 4:55 |
| 6.    | »Supernova«                 | 5:21 |
| 7.    | »Hail to the Fear«          | 5:05 |
| 8.    | »Hounds of Justice«         | 3:51 |
| 9.    | »The Beast«                 | 3:42 |
| 10.   | »Eye of the Storm«          | 8:00 |
| 11.   | »Cannonball«                | 4:43 |
| 50:04 |                             |      |

## Zasluge
Primal Fear
- Tom Naumann – gitara
- Ralf Scheepers – vokali, dodatni producent (vokala)
- Magnus Karlsson – gitara, klavijature, dodatni producent
- Francesco Jovino – bubnjevi
- Mat Sinner – bas-gitara, prateći vokali, produciranje
- Alex Beyrodt – gitara

Ostalo osoblje
- Jacob Hansen – miksanje, snimanje, mastering
- René van der Voorden – fotografija
- Stan W. Decker – omot albuma